# Georg Loth der Ältere
Georg Loth der Ältere (auch: Georg Lothus; * 24. Juni 1579 in Verden; † 15. November 1635 in Königsberg) war ein deutscher Mediziner.

## Leben
Loth der Ältere war der Sohn des Verdener Pfarrers Benedikt Loth und dessen Frau Katharina Schonfeld. Er hatte sich am 18. April 1605 an der Universität Königsberg immatrikuliert und nach einem Grundstudium der philosophischen Wissenschaften am 23. März 1607 den Grad eines Magisters erworben. Im gleichen Jahr wurde er Lehrer der Dichtkunst und griechischen Sprache am damals noch bestehenden Pädagogium in Königsberg. 1608 übernahm er als Rektor die Leitung der Schule in der Königsberger Altstadt. Jedoch nur für ein halbes Jahr, dann wandte er sich an die Universität Wittenberg, um Medizin zu studieren.
Obwohl er nicht in den Matrikeln der Hochschule aufzufinden ist, betätigte er sich hier 1610 als Responent bei Daniel Sennert. Am 15. Juni 1612 immatrikulierte er sich an der Universität Basel. Hier hatte er sich im selben Jahr mit der Disputation Themata de calculo renum et alia epikoina den Doktorgrad der Medizin  erworben. Danach absolvierte er noch eine Reise nach Italien und wurde 1613 Leibarzt und Hofmediziner des Kurfürsten Johann Sigismund und außerordentlicher Professor der Medizin an der Universität Königsberg.
1614 stieg er zum zweiten ordentlichen Professur der Medizin in Königsberg auf und wurde 1622 erster Professor der medizinischen Fakultät. In jener Eigenschaft hatte er sich an den organisatorischen Aufgaben der Königsberger Hochschule beteiligt. So war er im Sommersemester 1621 und in den Wintersemestern 1616/17, 1625/26, 1629/30 sowie, 1633/34 Rektor der Alma Mater. Loth ist auch als Dichter in Erscheinung getreten. Seine letzte Ruhestätte fand er im Professorengewölbe des Königsberger Doms, wo man ihm auch ein Epitaph errichtete.
Im Jahr 1635 berichtete er über eine im selben Jahr stattgefundene Mageneröffnung zur Entfernung eines verschluckten Messers bei dem Bauernknecht Andreas Grünheide.

## Familie
Loth hatte sich am 18. November 1613 mit Anna (* 1. Oktober 1596; † 22. März 1653), der Tochter des Oberregimentssekretärs Kaspar Gelhaar, verheiratet. Aus der Ehe stammen mehrere Kinder:
- Kaspar (* 16. August 1614; † 17. September 1614)
- Georg (* 11. Februar 1616; † 6. Juni 1621)
- Katharina (* 13. Januar 1617; † 31. Oktober 1653) ⚭ I. Ehe am 13. Januar 1635 mit dem Lic. med und Professor an der Universität Königsberg Johann Bartholomäus Krüger (* 12. Dezember 1608; † 2. November 1638); II. Ehe 4. Juni 1640 Johann Masius (* 14. November 1613; † 24. Juni 1642)
- Christoph (* 2. Dezember 1618; † 16. November 1652) Kandidat der Rechte
- Georg Loth der Jüngere (1623–1684)[2]
- Christian (* 16. März 1627; † 27. August 1652)
- Friedrich (* 24. August 1629; † 17. März 1630)
- Sigismund (* 6. August 1631) lebte noch 1653
- Tochter NN. (* vor 1635)

## Schriften
- Paraphrasin Psalterii.
- Psalmi Davidis vario genere carminis latini explicanti.
- Itinerarium Christi metricum.
- Homo institutes, destitutus et restitutus carminice descriptus.
- Centuria epigrammatum.
- Euthanasia metrica.
- Disp. De venae sectione, de usu partium nutritoni inservientum.
- Disp. De meteoris.
- Disp. De purgation.
- Disp. De method medendi universali.
- Disp. De peste.
- Disp.  De arte mendi.
- Diss. de usu partium nutritioni inservientium etc. Königsberg 1616.
- De hominum generatione. Königsberg 1617.
- De urinarum differentiis. Königsberg 1623.

1. 4 von 4 Treffer

- Kurtze Relation Von einem, den 29. Maii stylo novo, abgeschluckten, und den 9. Julii allhie zu Königsbergk ausgezogenem Messer: Nebenst dessen Conterfeyt und Operation damit. Rhete, Danzig 1635.